# Smart ForTwo
De Smart ForTwo is een kleine auto van Smart die werd geproduceerd door Daimler. De Smart ForTwo werd gemaakt in Hambach (Frankrijk).

## Ontwikkeling
De Smart ForTwo begon als de Smart CityCoupé, en werd onder die naam van 1998 tot 2004 geproduceerd. Aanvankelijk bestond het idee in de organisatie van Swatch om een kleine trendy auto op de markt te brengen. Hiertoe werd een consortium opgericht en ontstond de Smart CityCoupé, een kleine auto die plaats biedt aan twee mensen en een krat bier. Bij het productierijp maken van de auto liepen de kosten op, waardoor op een gegeven moment Mercedes-Benz twee auto's in het kleine segment had.
In het ontwerp opgenomen werden uitwisselbare plaatdelen, waardoor binnen enkele minuten plaatschade gerepareerd kon worden of de auto een nieuw kleurtje kon krijgen. Ook de veiligheidskooi is een belangrijk deel in het design: deze heeft een andere kleur dan de carrosserie. Bij de introductie bleek de kleine auto gevoelig te zijn voor snelle koerswisselingen. Een ingreep in de elektronica heeft dit euvel verholpen.
De naam werd veranderd naar ForTwo in 2004, tezamen met de introductie van de ForFour en kwam voort uit de CityCoupé. Hiermee werd duidelijk dat de ForTwo voor twee personen bedoeld was en de ForFour voor vier.

## Versies

### Smart Electric Drive
In 2011 kwam de Smart ForTwo ED op de markt. Het is een volledig elektrische auto en heeft 16kWh batterij capaciteit aan boord die een actieradius van 140 km mogelijk maakt. De 'Electric Drive' wordt gebruikt voor het car2go-project, waar onder andere Amsterdam deel van uitmaakt. Sinds de zomer van 2013 wordt de Smart ED aan het publiek in Nederland uitgeleverd. Smart zal de ED in de nabije toekomst ook met snellaadmogelijkheid gaan aanbieden.

### Tweede generatie

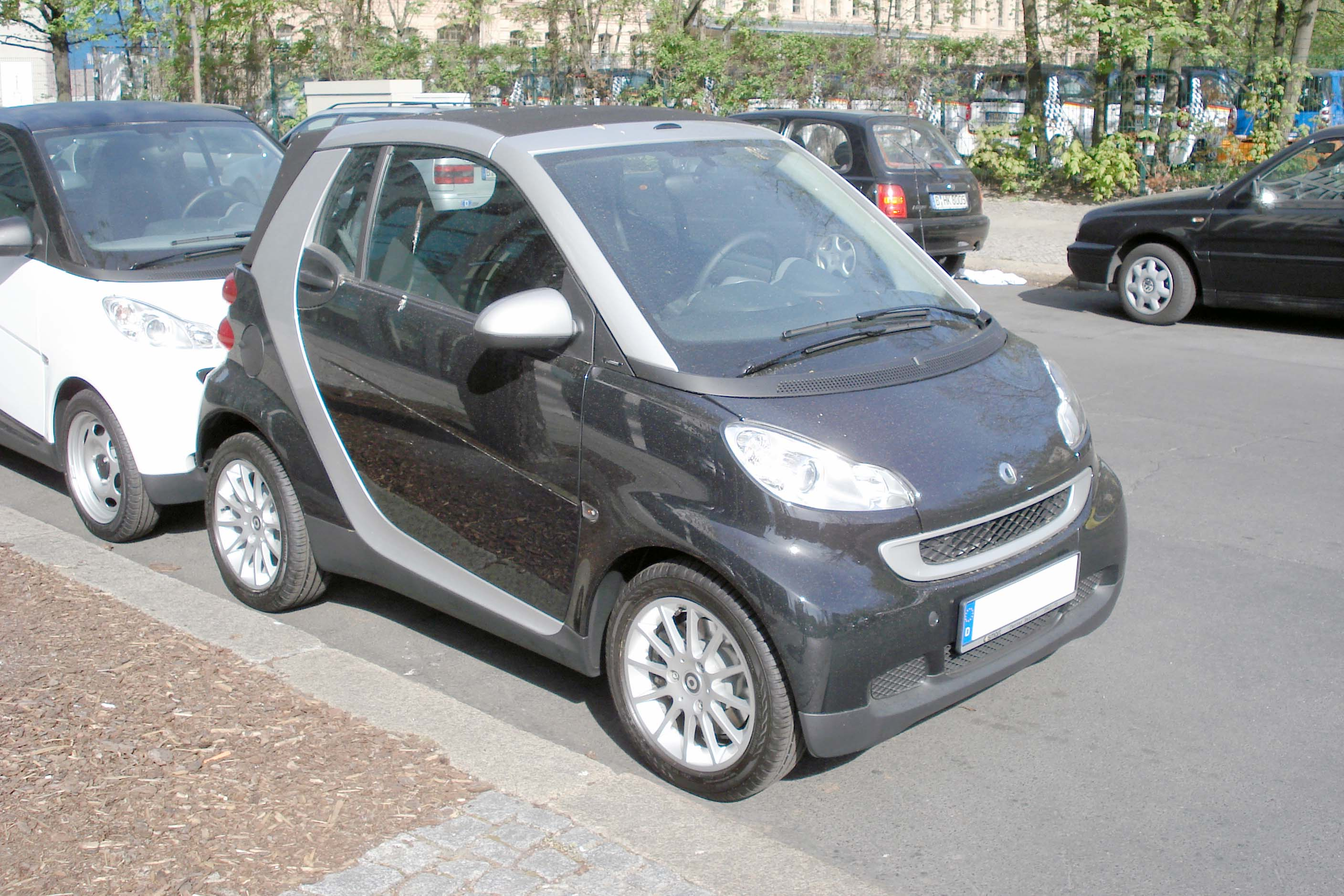
Smart ForTwo 2e generatie

In maart 2007 kwam een vernieuwde Smart ForTwo op de markt. Deze tweede generatie is 19,5 centimeter langer dan zijn voorganger. Ongeveer 90% van de techniek is nieuw ten opzichte van het vorige model. De maximumsnelheid is verhoogd van 135 km/h naar 145 km/h. De elektrische versie van deze Smart, de zogeheten 'Electric Drive' wordt gebruikt voor het car2go-project.

### Smart ForTwo Cabrio

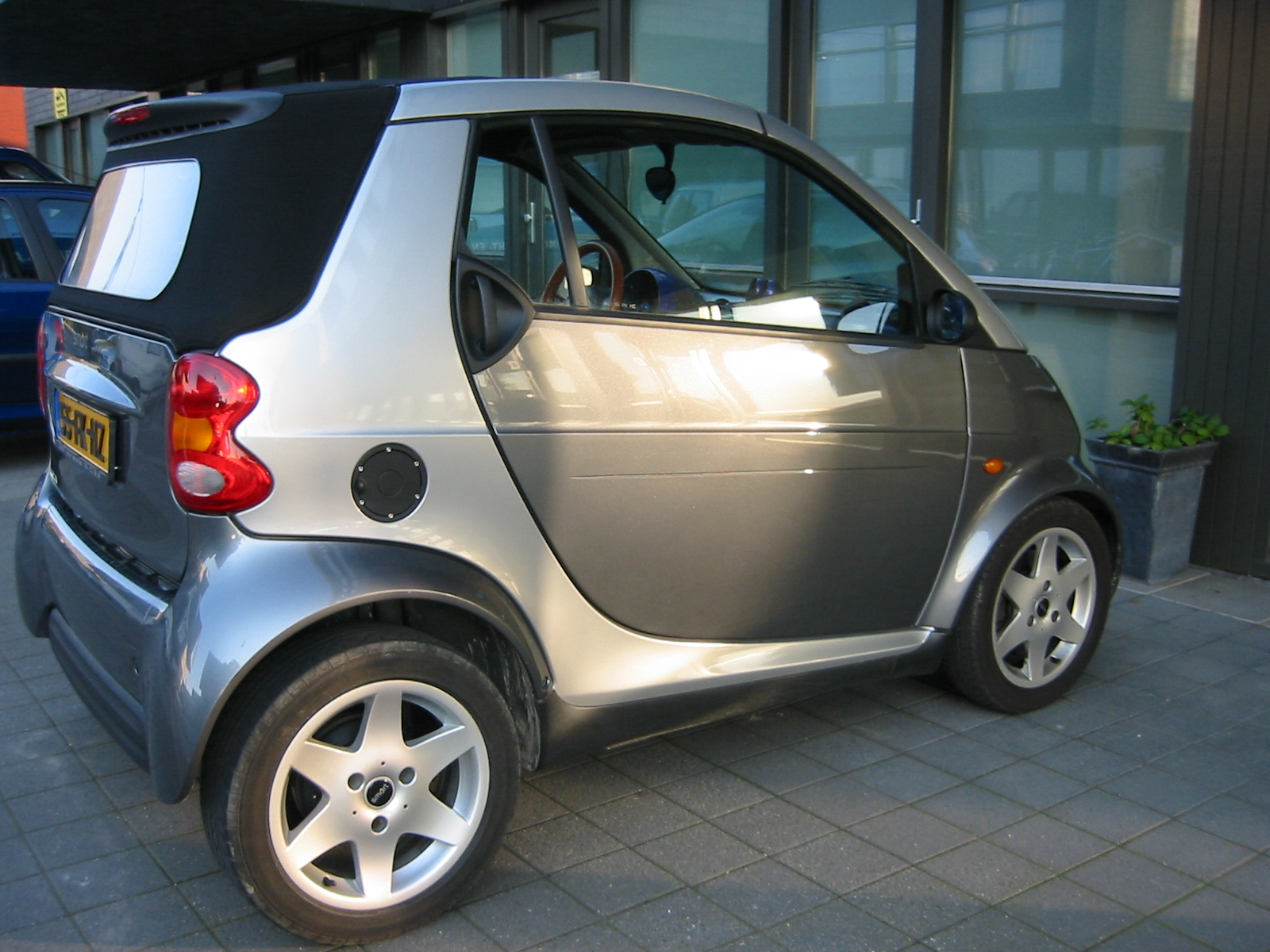
Smart ForTwo Cabrio

De Smart ForTwo Cabrio is een vrij populaire uitvoering van de ForTwo/CityCoupé. Het is vrijwel hetzelfde model als de "Coupé" versie. Het grote verschil is het dakje; dat is gemaakt van doek.